# Jet (Astronomie)

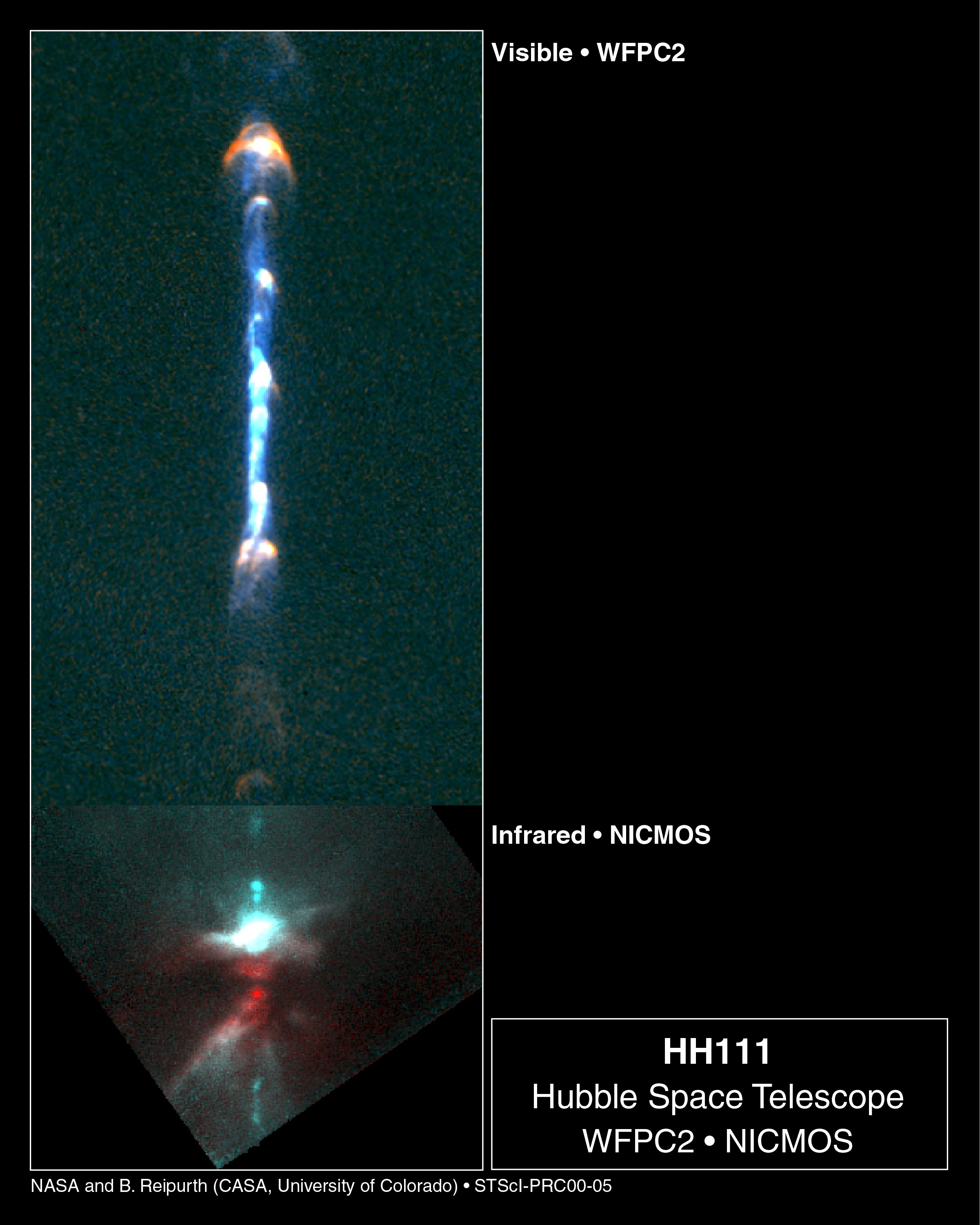
Protostern mit Jet und Herbig-Haro-Objekt

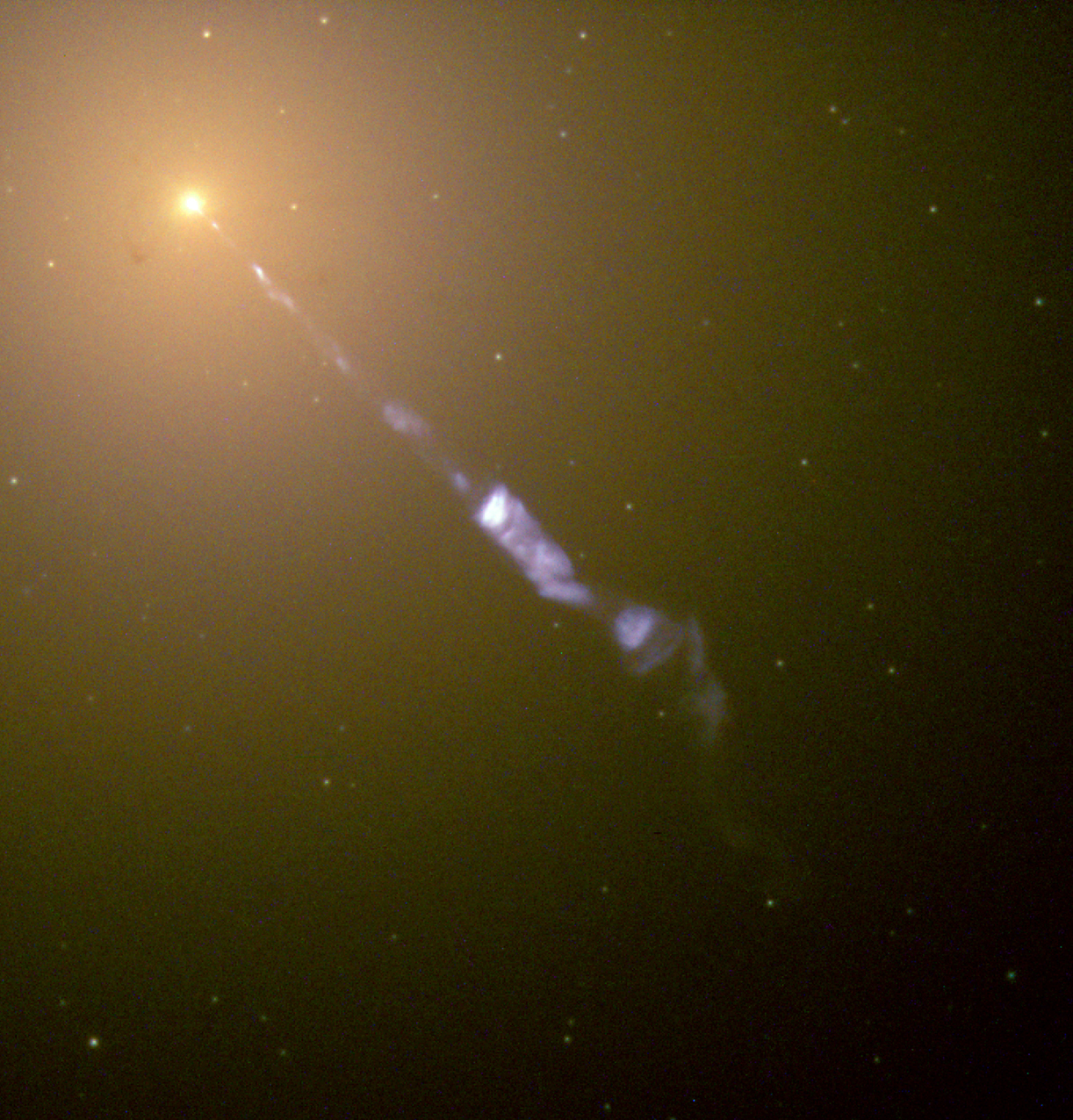
Jet des Schwarzen Lochs im Zentrum der Galaxie M87

Ein kosmischer Jet beschreibt in der Astronomie einen gerichteten (kollimierten) Gas-Strom, meist von einem aktiven galaktischen Kern ausgehend. Manche Jets können sich über Lichtjahre hinausstrecken und mit beinahe Lichtgeschwindigkeit durch den Raum rasen, sie werden dann als relativistische Jets bezeichnet.

## Entstehung
Jets entstehen, wenn ein Objekt Gas aus einer rotierenden Scheibe ansammelt (akkretiert). Nur ein Teil des Scheibengases erreicht das Objekt, der andere Teil strömt senkrecht zur Rotationsebene vom Objekt weg. Man spricht von bipolaren Jets, wenn sie zu beiden Seiten der Akkretionsscheibe austreten. Die Kollimation kommt entweder durch den Innenrand der Akkretionsscheibe geometrisch zustande oder durch magnetische Felder.
Für die Entstehung von Jets sind magnetohydrodynamische Prozesse bedeutend, wobei die Details noch nicht vollständig verstanden sind. Jets werden immer im Zusammenhang mit Akkretion beobachtet, dem Einfall von Materie aus der zirkumstellaren Umgebung oder von einem Begleitstern auf einen kompakten Stern. Dabei wird der Drehimpuls aus einer Akkretionsscheibe mit einem hochkollimierten magnetischen Ausfluss effektiv abgeführt. Nach heutiger Vorstellung wird die Energie und der Drehimpuls aus der Scheibe durch ein magnetisches Drehmoment extrahiert, welches durch ein aufgewickeltes magnetisches Feld in der Akkretionsscheibe entsteht. Wenn der Inklinationswinkel klein genug ist, können magnetische Kräfte die Materie entlang der Feldlinien beschleunigen. Jenseits des Alfvénpunktes wird die Materie auch durch die Lorentzkraft beschleunigt. Die Kollimation des Jets wird durch magnetische Kräfte aufgrund der toroidalen Struktur des Magnetfelds bzw. durch einen höheren Gasdruck in der Korona der Akkretionsscheibe erreicht.

## Vorkommen
Jets kommen bei praktisch allen aus einer Scheibe akkretierenden Objekten vor, von Schwarzen Löchern (insbesondere in aktiven galaktischen Kernen) bis zu gerade entstehenden Protosternen. Die Jets von Quasaren können viele tausend Lichtjahre lang sein und sich mit nahezu Lichtgeschwindigkeit bewegen.
2024 wurde das bisher längste Jetpaar Porphyrion entdeckt, das von einem supermassereichen Schwarzen Loch in der Radiogalaxie J152932.16+601534.4 ausstrahlt. Die Radiostrahlung des 24 Mio. Lichtjahre langen Jetpaares zielt auf die nahegelegene Galaxie ab.
Wenn Jets auf dichte interstellare Materie treffen, bilden sich Stoßfronten aus. Diese werden bei den Jets von Protosternen, T-Tauri-Sternen und Herbig-Ae/Be-Sternen Herbig-Haro-Objekte genannt.
In der stellaren Astrophysik sind Jets auch bei wechselwirkenden Doppelsternsystemen wie symbiotischen Sternen, Röntgendoppelsternen und kataklysmischen Veränderlichen nachgewiesen worden.

## Scheinbare Überlichtgeschwindigkeit
Bei Jets, die sich dem Beobachter direkt oder schräg nähern, kann es scheinbar zu Überlichtgeschwindigkeit kommen. Wenn der Jet in einem Winkel von 45° zum Beobachter ausgestoßen wird, tritt dies bereits ab einer Jetgeschwindigkeit von {\displaystyle c/{\sqrt {2}}} (71 % der Lichtgeschwindigkeit) auf. Dies ist so zu erklären, dass das Licht des sich nähernden Jets eine immer kürzere Zeit benötigt, um zum Beobachter zu gelangen. Dadurch sieht es für den Beobachter so aus, als bewege sich der Jet in transversaler Richtung in kürzerer Zeit als in Wirklichkeit. (siehe: Überlichtgeschwindigkeit → Kosmische Jets)
Jets, die sich vom Beobachter entfernen, erscheinen entsprechend langsamer, da das Licht in diesem Fall einen immer längeren statt kürzeren Weg zurücklegen muss. Im Grenzfall rein transversaler Richtung kann ihre reale Geschwindigkeit beobachtet werden.

## Strahlung
Im Falle aktiver Galaxien sind die Wolken vor allem im Radiobereich gut messbar. Zehn aktive Galaxienkerne (hauptsächlich Blazare) wurden von den Teleskopen EGRET und COMPTEL des Compton Gamma Ray Observatory im hochenergetischen MeV- bis GeV-Bereich gemessen. Als Erklärung der Quelle dieser außergewöhnlich energiereichen Strahlung werden verschiedene Modelle diskutiert, u. a. die „niederenergetische“ Synchrotronstrahlung des Jets selbst, die durch den inversen Compton-Effekt durch Stoßprozesse mit hochenergetischen Jetelektronen in dieses Energieregime gestreut wird, oder aber Photonen, die von den Wolken in den Jet gestreut werden und dort ebenfalls eine Invers-Compton-Streuung zu höheren Energien erleiden.
Jets sind Quellen einer nicht isotropen Energieabstrahlung, da auf relativistische Geschwindigkeit beschleunigte Jets die meiste Energie in ihre Ausbreitungsrichtung abstrahlen. Nach aktuellen Hypothesen sind sowohl die langen Gamma Ray Bursts als auch die Ultraleuchtkräftigen Röntgenquellen keine isotropen Strahler mit Energien von bis 1052 erg (1045 J), sondern emittieren ihre nachgewiesene elektromagnetische Strahlung entlang einer Jetachse mit einer Ausdehnung von nur wenigen Grad.